# 夏林茂
夏林茂（1970年5月—），男，江苏建湖人，中华人民共和国政治人物，中国共产党党员，现任中國共產黨第二十屆中央委員會候補委員，中共北京市委常委，市政府党组副书记、副市长兼北京城市副中心党工委书记、管委会主任。

## 生平
夏林茂1988年进入清华大学水利系就读，1993年7月毕业参加工作。他起初在陕西省宝鸡石油钢管厂担任干部，之后长期在北京城市规划系统任职，历任北京市城市规划管理局科员，北京市规划委科员、副主任科员、主任科员、详细规划处副处长，以副处长身份主持工作。后转往北京市规划委房山分局，任房山分局党组成员、副局长，以副局长身份主持工作。他之后升任北京市规划委房山分局党组书记、局长。后来，他改任北京市规划委朝阳分局党组书记、局长。
2008年北京公开选拔领导干部，夏林茂获任北京市规划委员会（首都规划建设委员会办公室）副主任。2010年，他改任中共北京市委办公厅副主任，兼任中共北京市委督查室主任。夏林茂攻读在职研究生，先后获得清华大学土木系建筑技术科学专业工学硕士学位、清华大学建筑学院建筑学专业工学博士学位。
2011年2月，夏林茂出任中共北京市石景山区委副书记，石景山区人民政府副区长、代区长。同年12月24日，夏林茂当选石景山区区长。2017年5月3日，中共北京市委任命他为密云区委委员、常委、书记。5月26日，夏林茂辞去石景山区区长职务。。2018年2月24日，当选为第十三届全国人大代表。2019年1月，夏林茂担任中国共产党北京市东城区委员会书记。2021年2月，任中共北京市委常委、教育工委书记。2023年1月，任北京市副市长。